# Vlag van Toeva
De vlag van Toeva is een blauw met aan de linkerkant een gele driehoek. De vlag wordt horizontaal in twee stukken verdeeld door twee smalle witte banen die ook rechts naast de driehoek doorlopen. De blauwe kleur varieert: soms gebruikt men een donkerdere kleur dan het blauw op de afbeelding hier rechts. De vlag werd aangenomen op 17 september 1992.
Na het ontstaan van de Russische Federatie op 31 maart 1992 werd op 22 oktober 1993 een nieuwe grondwet opgesteld voor Toeva (een Russische autonome deelrepubliek). Bij deze gelegenheid werd de huidige vlag ingevoerd.
De smalle witte banen staan voor de rivieren Bolsjoy Enisey en Malyi Yenisei die samenkomen in de buurt van de hoofdstad Kyzyl en de rivier Jenisej vormen. Goud staat voor rijkdom, leiderschap en grootsheid. Wit staat voor zuiverheid en de adel van de publieke moraal. Het doet ook denken aan thee met melk, de traditionele drank die de Toevanen als eerste presenteren aan bezoekers in hun huizen. Blauw is de kleur van de schone lucht en symboliseert de verhevenheid van doelen, wederzijds respect en harmonie in de samenleving.
Tot 8 februari 2002 was de hoogte-breedteverhouding 1:2; sindsdien is deze 2:3.

## Historische vlaggen
In 1912 splitste Toeva, een gebied in het zuidwestelijk deel van Siberië, zich af van China. In 1914 werd Tannoe-Toeva tot protectoraat van Rusland verklaard. Tussen 1917 en 1920 was het gebied in de ban van onlusten (zie het artikel Geschiedenis van Toeva). In 1920 trok het Rode Leger het gebied binnen en in 1921 verkreeg het gebied onafhankelijkheid als de Volksrepubliek Toeva. Van 1921 tot 1926 was er geen officiële vlag; meestal werd een egaal rode vlag gebruikt. Op 24 november 1926 werd de vlag aangenomen die hier rechts afgebeeld staat. In juni en oktober 1930 werd het wapen van het land enigszins aangepast en veranderde de vlag dus ook. In 1933 werd een geheel nieuw wapen ingevoerd en op de vlag geplaatst. Tussen 1941 en 1944 voerde het land een rode vlag met in de linkerbovenhoek in gouden letters de afkorting van het land (TAR) (de vormgeving van deze letters veranderde in 1943).
In 1944 werd het land door de Sovjet-Unie geannexeerd. Binnen de Sovjet-Unie werd het een autonome Russische oblast (RSFSR). Als vlag werd de vlag van de Russische SSR gebruikt, maar dan met de naam van Toeva in het Russisch en Toevaans onder de hamer en sikkel. Op 10 oktober 1961 kreeg deze republiek de status van ASSR (autonome republiek) en werd de Toevaanse benaming verwijderd. Deze werd in 1978 weer teruggeplaatst.

Vlag van de kraj Oerjanchaj, 1914-1921
Vlag van de Volksrepubliek Toeva, 1921-1926
Vlag van de Volksrepubliek Toeva, 1926-1930
Vlag van de Volksrepubliek Toeva, 1930-1935
Vlag van de Volksrepubliek Toeva, 1935-1939
Vlag van de Volksrepubliek Toeva, 1939-1941
Vlag van de Volksrepubliek Toeva, 1941-1943
Vlag van de Volksrepubliek Toeva, 1943-1944
Vlag van de Russische autonome republiek Toeva, 1962-1971
Vlag van de Russische autonome republiek Toeva, 1971-1978
Vlag van de Russische autonome republiek Toeva, 1978-1992
Vlag van de Republiek Toeva, 1992-2002

## Symboliek
- De blauwe kleur wordt doorgaans ook aangemerkt als de traditionele kleur van de Turken waartoe het volk van Toeva tot behoort, uit de oudheid zoals dat bijvoorbeeld ook in de vlaggen van Azerbeidzjan, Oezbekistan en Kazachstan het geval is. Deze kleur zou de pre-islamitische god van de Turken, namelijk Goktengri symboliseren.

Beiyangregering · Republiek Hatay · Koerdistan · Mantsjoekwo · Mengjiang · Nationalistische regering · Nederlands-Nieuw-Guinea · Oost-Turkestan · Ottomaanse Rijk · Qing-dynastie · Sikkim · Tibet · Toeva · Republiek der Zuid-Molukken